# Sisto dos Santos

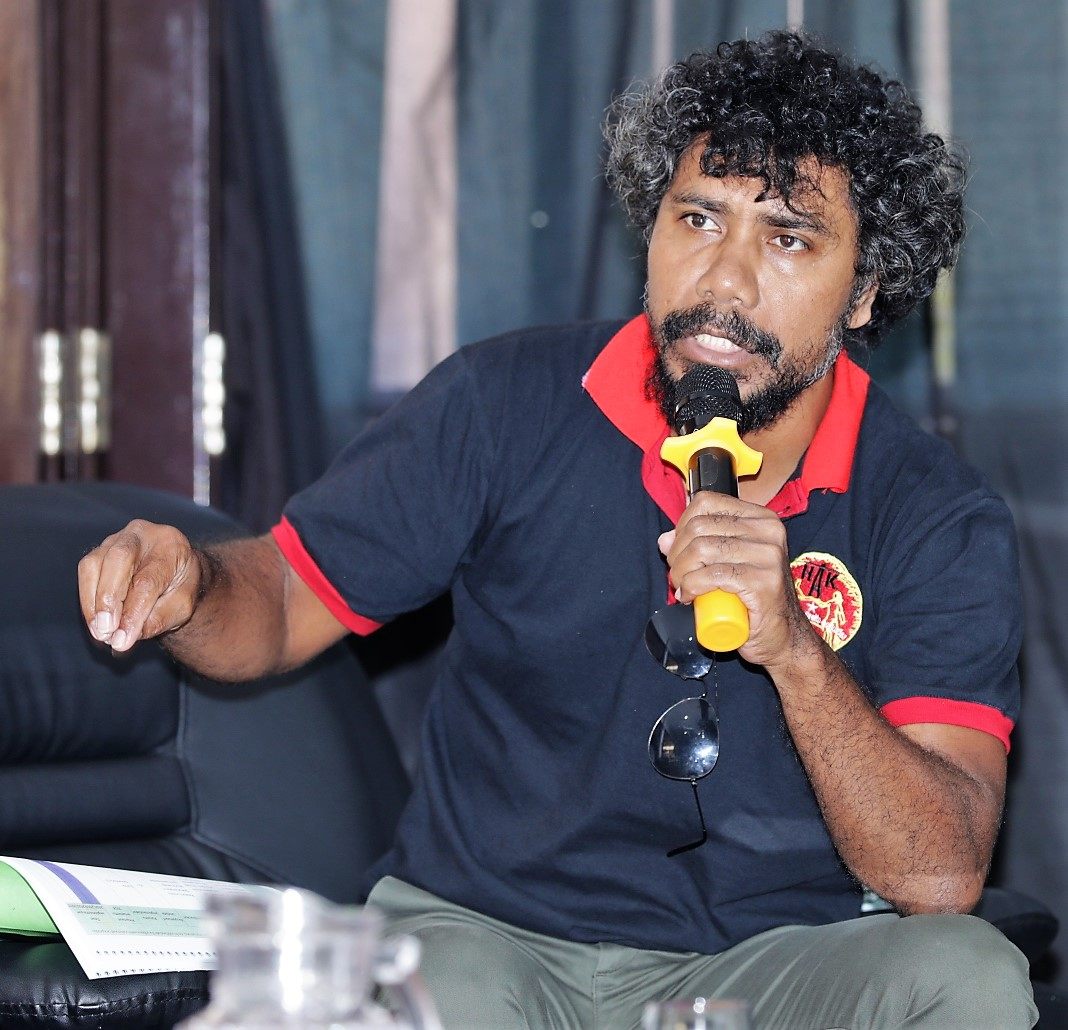
Sisto dos Santos (2020)

Sisto dos Santos (* 25. September 1979 in Puihoro, Fuiloro, Lautém, Osttimor; † 17. März 2023 in Dili, Osttimor), Kampfname Kene-Kene Lanara, war ein osttimoresischer Menschenrechtsaktivist, Anwalt und Direktor bei der HAK Association, einer Menschenrechtsorganisation.

## Werdegang
Santos wurde als drittes von sieben Kindern von Tomas dos Santos und Mariana dos Santos geboren. Der Junge absolvierte Grund-, Präsekundar- und Sekundarschule in Lospalos. Von 2001 bis 2011 absolvierte Santos ein Studium an der Universidade Nasionál Timór Lorosa’e (UNTL).
Seit 1975 war Osttimor von Indonesien besetzt. Santos begann sich früh in der Jugendorganisation der UNIAMORTE für die Unabhängigkeit seines Landes zu engagieren. Die Gruppe war Teil der Brigada Negra (deutsch Schwarze Brigade). Santos wurde Politikkommissar der Region Ponta-Leste (Region I). Er erhielt seine Anweisungen von Rebellenführer Xanana Gusmão und dem Kommandanten Lere Anan Timur. Später beteiligte Santos sich am Widerstand in der Zone 7 de Dezembru unter dem Kommando von Benedito Dias Quintas (Punu Fanu). 1999 wurde Santos als Freiwilliger Übersetzer und Mitglied des Sicherheitsdienstes für die Mission der Vereinten Nationen in Osttimor (UNAMET), die das Unabhängigkeitsreferendum in Osttimor 1999 vorbereitete und durchführte.
Bei der HAK Association war Santos von 2006 bis 2007 im Gemeinsamen Überwachungsteam für Menschenrechte, von 2007 bis 2010 in der Abteilung für die Wahrung der Gerechtigkeit und von 2010 bis 2012 Leiter der Abteilung für Menschenrechtsanwälte. 2013 wurde er stellvertretender Direktor der HAK und 2021 Direktor. Daneben hatte er Ämter in zahlreichen anderen Menschenrechtsorganisationen und engagierte sich auch international für unterdrückte Gruppen.
2009 wurde Santos (damals Sprecher des East Timor Students Forum ETSF) auf einer Pressekonferenz verhaftet, die er mit anderen studentischen Menschenrechtsaktivisten zur umstrittenen Freilassung des Milizionärs und mutmaßlichen Kriegsverbrechers Maternus Bere abhielt. Drei Tage später wurden die drei Aktivisten wieder freigelassen. Die Verhaftungen führten zu Kritik an der Regierung. Man warf ihr vor, dass sie die friedlichen Forderungen nach einer strafrechtlichen Aufarbeitung der Menschenrechtsverletzungen in der indonesischen Besatzungszeit (1975–1999) zum Schweigen bringen wolle. Die Position vertrat Santos bis zuletzt.
Seit dem 30. Oktober 2020 war Santos Mitglied des Exekutivrates des Centro Nacional Chega! (CNC).
Santos verstarb am Morgen des 17. März 2023 im Hospital Nacional Guido Valadares (HNGV) in Dili. Zuletzt lebte er in Puihoro (Aldeia 30 de Agosto, Suco Fuiloro, Gemeinde Lautém), wo er auch neben seinen Vater beerdigt wurde. Er hinterlässt seine Frau Anita Cardoso, mit der er einen Sohn und drei Töchter hatte.